# ELDEN RING NIGHTREIGN
『ELDEN RING NIGHTREIGN』（エルデンリング ナイトレイン）は2025年にフロム・ソフトウェアが開発し、バンダイナムコエンターテインメントが販売する協力型サバイバルアクションゲーム。2022年にリリースされた『ELDEN RING』（エルデンリング）のスピンオフ作品である。『ELDEN RING』の基本システムを踏襲しつつ、ローグライクと協力プレイに主軸をおいた作品となっている。物語上は『ELDEN RING』のパラレルワールドとし、プレイヤーは「夜渡り」と呼ばれる存在となり、3日間を生き抜いて「夜の王」を倒すことを目的とする。
The Game Awards 2024で発表され、2025年5月30日にPlayStation 4、PlayStation 5、Windows、Xbox One、Xbox Series X/S向けにリリースされた。

## ゲーム内容
本作はプロシージャル生成された「リムベルド」（『ELDEN RING』のリムグレイブに相当）という土地を舞台とする。シングルプレイモードもあるが、基本は3人1チームとするマルチ協力プレイを基本とし、ゲーム内時間で3日間（実時間で約40分）を生き延び、最後にラスボスに挑むことを想定している。
バトルロワイヤル系ゲームと同じく、ステージは時間経過に従って縮小していき、各1日の終わりに現れるボスを倒すとリセットされる。

## 開発
本作は2024年10月24日にバンダイナムコエンターテインメントによって商標登録され、その年の12月に開催されたThe Game Awards 2024で正式発表された。最初のネットワークテストは2025年2月にPlayStation 5とXbox Series X/Sで行われ、事前登録したプレイヤーがプレイすることができた。
本作のディレクターは、『DARK SOULS』『Bloodborne』『DARK SOULS III』『ELDEN RING』のデザイナー（レベルデザイナー、バトルデザイナー）を担当した石崎淳也である。『ELDEN RING』の世界観構成を担当した作家のジョージ・R・R・マーティンは関わっていない。
本作はバトルの部分が中心に据えられており、マップやビルドがそれを取り巻くように配置されている。一方、バトルデザインの根幹は『ELDEN RING』本編と同じだと石崎は「PS Blog」とのインタビューの中で語っている。3人という人数は、バランス調整を考慮した末に決まった。また、本作の1セッションあたりのプレイ時間は40分と、マルチプレイ作品としてはやや長めの時間設定であり、これは1セッション内に濃密な体験をしてほしいという開発者の意図によるものであり、石崎は「PS Blog」とのインタビューの中で、実際はやるべきことがたくさんあるため、むしろ短く感じるかもしれないと述べている。

## 評価
レビュー集計サイトのMetacriticでは「概ね好意的」となっている。OpenCriticでは批評家の支持率を79％としている。

### 売上
本作はリリース開始24時間で200万本の売上を達成した。5日で350万本を達成している。